# Штебелов
Штебелов (њем. Stäbelow) општина је у њемачкој савезној држави Мекленбург-Западна Померанија. Једно је од 59 општинских средишта округа Бад Доберан. Према процјени из 2010. у општини је живјело 1.396 становника. Посједује регионалну шифру (AGS) 13051073.

## Географски и демографски подаци
Штебелов се налази у савезној држави Мекленбург-Западна Померанија у округу Бад Доберан. Општина се налази на надморској висини од 30 метара. Површина општине износи 15,0 km². У самом мјесту је, према процјени из 2010. године, живјело 1.396 становника. Просјечна густина становништва износи 93 становника/km².